# Військове прогнозування
Військове прогнозування — прерогативний напрямок воєнного мистецтва та військової стратегії, який вимагає максимально об'ємне передбачення усіх імовірно-можливих позитивних та негативних ситуацій будь-якого воєнного (чи військово-розвідувального) короткострокового (або довгострокового) запланованого заходу.
Є визначальною передумовою успіху кожної військової операції, чи тривалої кампанії. Є важливим розділом військової науки, який безумовно забезпечує суттєву ефективність військової справи.

## Мета
На відміну від військового планування, яке чітко визначає сувору окресленість та часову регламентацію усіх запланованих бойових (оборонних) заходів, військове прогнозування вимагає передбачення усіх максимально можливих найвдаліших та найгірших параметрів кожної військової операції, чи довготривалої кампанії. При вдалих аспектах прогнозування, військовий керівник (чи колектив прогностичного центру) передбачає ті заходи, які забезпечать максимально можливу успішність запланованої акції. Обов'язковим компонентом прогнозування є розробка заходів протидії усім імовірним негативним параметрам течії кожної військової операції. Військове прогнозування має вирішальне значення для успішної реалізації кожної військово-розвідувальної акції.

## Філософсько-психологічні засади військового прогнозування
Теоретичними засадами успішного військового прогнозування є активне використання усіх наявних знань в параметрах філософсько-психологічних категорій «Сьогодення (Дійсного)», «Минулого» та «Майбутнього».
Фактор «Сьогодення» в прогнозуванні
Передбачає максимально адекватне засвоєння та використання усієї необхідної позитивної об'єктивної інформації про наявну дійсність, використання лише наукових законів та принципів її функціонування. Виключає опору на містику, ілюзії, здогади і т. ін.
Фактор «Минулого» в прогнозуванні
Вимагає максимального використання минулого (інтелектуального потенціалу) успішного воєнного досвіду у відбулих військових акціях-кампаніях у світовій історії, чи історії конкретної країни.
Фактор «Майбутнього» в прогнозуванні
Вирішальним фактором будь-якого успішного прогнозування є максимально корисне використання явища «Майбутнього» в людській свідомості. Зважаючи на той факт, що категорія «Майбутнього» є найзагадковішою і досі досконало не вивченою у філософській науці, в самому процесі прогнозування наразі прерогативну роль відіграє талант (чи геніальність) конкретної людини (військового полководця, політичного діяча, експерта-аналітика, філософа-прогнозиста і т. ін.).

## Приклади вдалого військового прогнозування в історії

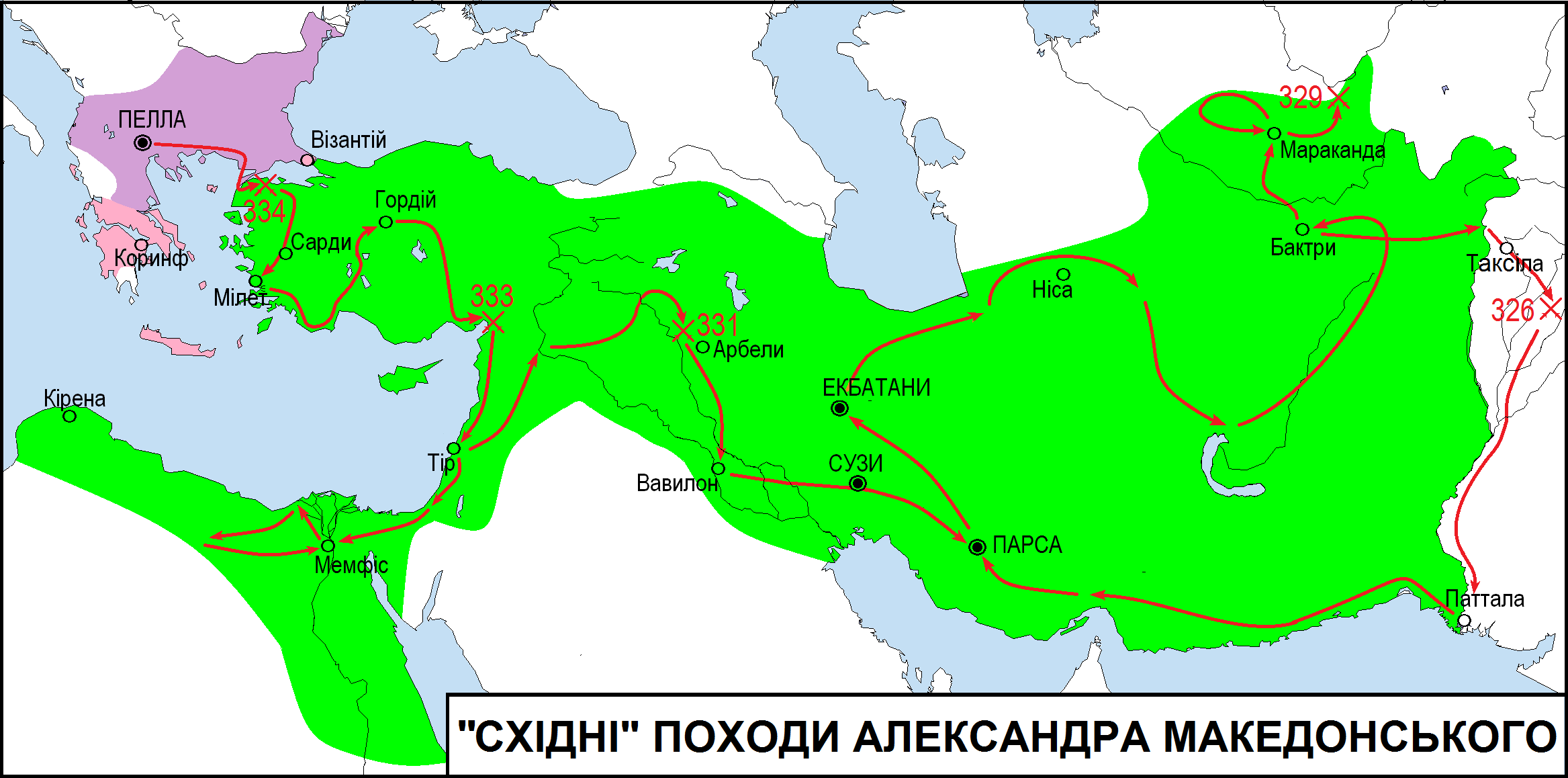

Найвизначнішими військовими стратегами в історії людства військові історики визнають Олександра Македонського та Наполеона Бонапарта.
Перед найважливішими битвами, вони намагалися максимально імовірно спрогнозувати течію кожної військової операції, завдяки чому досягали максимальних бойових успіхів.

Стратегічна наступальна операція Червоної армії за планом «Багратіон» літом 1944 року

В період другої світової війни, найефективнішим зразком вдалого військового прогнозування стала ретельна розробка операції «Багратіон», реалізація якої призвела до повного звільнення Білорусі від фашистських загарбників та відкрила прямий шлях на Берлін і забезпечила повне знищення збройних сил фашистської Німеччини.

Схема наземного наступу військ міжнародної коаліції під час визволення Кувейту

Наочним прикладом успішного сучасного військового прогнозування стала ефективна реалізація усіх бойових операцій у Перській затоці.

## Приклади невдалого військового прогнозування
Необ'єктивна оцінка усього комплексу військової компанії 1812 року в Росії та Україні фактично призвела до загибелі величезної армії Наполеона та його подальшої повної поразки, як військового полководця та визначного політичного діяча.
Однією з найтрагічніших сторінок в історії другої світової війни, стала оборона Києва у 1941 році, коли в результаті суттєвих прорахунків радянського командування саме в аспектах невдалого військового прогнозування, за короткий термін загинули (чи потрапили в полон) понад 700 000 військовослужбовців.

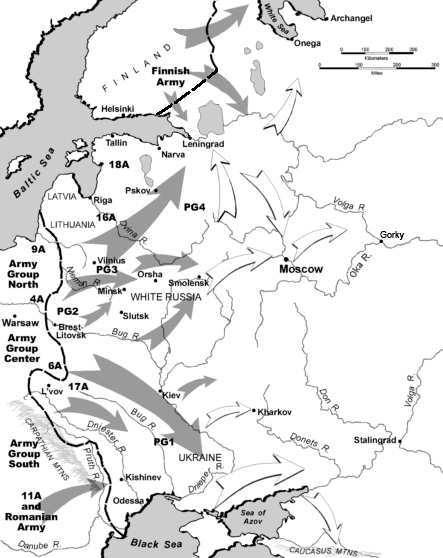
План операції «Барбаросса»

Прорахунки у стратегічному плані «Барбароса» привели до повної поразки фашистської Німеччини.

## Сучасні аспекти успішного військового прогнозування

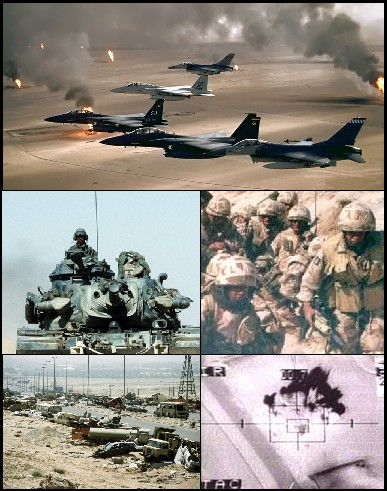
Дії міжнародної коаліції у Перській затоці

Керівництво збройними силами усіх сучасних країн світу надає величезне значення військовому прогнозуванню. Для цього створюються ефективні наукові центри, з залученням найдосвідченіших військових експертів-аналітиків-прогнозистів.
В Україні важлива роль в найважливіших напрямках військового прогнозування належить Раді національної безпеки та оборони України.
Відповідні підрозділи з питань військового прогнозування діють при всіх воєнізованих та військово-розвідувальних відомствах України. Але їх реальна діяльність, згідно чинного законодавства носить закритий службовий характер. Засоби масової інформації мають можливість отримати належні дані лише після реалізації конкретних військових (чи розвідувальних) заходів-операцій.
Успішне військове прогнозування є основою створення ефективної військової доктрини кожної держави, включно і України.
Використання найсучасніших наукових методів військового прогнозування може стати вирішальним фактором у дієвому нівелюванні усіх негативних наслідків ганебної агресії військового керівництва Російської Федерації проти незалежної України.